# Aethiopellina hebrardi
Aethiopellina hebrardi is een springstaartensoort uit de familie van de Neanuridae. De wetenschappelijke naam van de soort is voor het eerst geldig gepubliceerd in 1978 door Poinsot-Balaguer.